# Avenue Q
Avenue Q er en amerikansk musical fra 2003 skrevet af Robert Lopez og Jeff Marx. Musicalen blev oprindelig instrueret af Jason Moore og opført i marts 2003 på "Off-Broadway" teatret Vineyard Theatre i New York. I juli 2003 blev den flyttet til Broadwayteatret John Golden Theater. Musicalen har vundet indtil flere Tony Awards.
Avenue Q er blevet opført i en lang række byer, herunder flere steder i USA og i London. Avenue Q har endvidere haft premiere i en dansk udgave ved opførsel på Fredericia Teater, hvor forestillingen havde premiere den 13. oktober 2011.